# Liste der denkmalgeschützten Objekte in Jablonec nad Nisou
Grundlage dieser Liste der denkmalgeschützten Objekte in Jablonec nad Nisou ist die ÚSKP-Liste (Ústřední seznam kulturních památek České republiky, deutsch Zentrale Liste der Kulturdenkmäler der Tschechischen Republik), die von der tschechischen Denkmalschutzbehörde NPÚ (Národní památkový ústav, deutsch Nationale Denkmalbehörde) seit 1987 geführt wird und an die seit dem Jahr 1850 geschaffenen Listen anschließt.

## Denkmalgeschützte Objekte in Jablonec nad Nisou
Jablonec nad Nisou ist eine Stadt und Verwaltungssitz in der Reichenberger Region.
Sie besitzt viele Architektur-Denkmale von hohem Rang.
Die Innenstadt wurde 1992 zur städtischen Denkmalzone erklärt. Die Liste ist nach Grundsiedlungseinheiten der Stadt und Ortsteilen gegliedert.

### Jablonec nad Nisou-střed
| Lage                                                    | Objekt                                                            | Beschreibung | ÚSKP-Nr.                  | Bild                           |
| ------------------------------------------------------- | ----------------------------------------------------------------- | --- | ------------------------- | ------------------------------ |
| Jiráskova 2047/7 (Standort)                             | Geschäftshaus                                                     | Geschäftshaus der Firma Thiel & Rhode, errichtet 1910 von Robert Hemmrich | 43907/5-5186 Info Katalog | Geschäftshaus                  |
| Jiráskova 950/10 (Standort)                             | Stadthaus                                                         | Neorenaissance-Haus von Karl Randak (1885) | 43908/5-5187 Info Katalog | Stadthaus                      |
| U Muzea 398/4 (Standort)                                | Glas- und Bijouterie-Museum                                       | Glas- und Bijouterie-Museum Jablonec nad Nisou (Muzeum skla a bižuterie), ehem. Sitz der Exportfirma Zimmer & Schmidt, errichtet 1904 von Emilian Herbig                                                | 34693/5-5045 Info Katalog | weitere Bilder                 |
| Kamenná 404/4 (Standort)                                | Stadthaus                                                         | Stadthaus | 43882/5-5161 Info Katalog | Stadthaus                      |
| Kamenná 2174/7 (Standort)                               | Stadthaus                                                         | Stadthaus von Josef Stracke (1910) | 43880/5-5159 Info Katalog | Stadthaus                      |
| Kamenná 402/11 (Standort)                               | Stadthaus                                                         | Stadthaus für Ernst Hollmann, errichtet von Josef Stracke (1911) | 43881/5-5160 Info Katalog | Stadthaus                      |
| Lidická 405/3 (Standort)                                | Stadthaus                                                         | Stadthaus | 47725/5-5100 Info Katalog | weitere Bilder                 |
| Lidická 406/4 (Standort)                                | Stadthaus                                                         | Neorenaissance-Haus Josef Bergmann, umgebaut Anfang des 20. Jhdts. durch Arwed Thamerus, siehe | 12981/5-5581 Info Katalog | Stadthaus                      |
| Lidická 653/6 (Standort)                                | Stadthaus                                                         | Stadthaus, ehem. Hotel „Zur Post“, Umbau durch Robert Hemmrich (1922) | 12967/5-5567 Info Katalog | Stadthaus                      |
| Lidická 678/7 (Standort)                                | Geschäftshaus                                                     | Geschäftshaus, errichtet 1932 für die Spar- und Kreditgenossenschaft von Robert Hemmrich | 12968/5-5568 Info Katalog | Geschäftshaus                  |
| Lidická 1576/7a (Standort)                              | Stadthaus                                                         | Stadthaus | 12969/5-5569 Info Katalog | Stadthaus                      |
| Lidická 620/8 (Standort)                                | Stadthaus                                                         | Stadthaus | 12970/5-5570 Info Katalog | Stadthaus                      |
| Lidická 1534/9 (Standort)                               | Stadthaus                                                         | Stadthaus | 12971/5-5571 Info Katalog | Stadthaus                      |
| Lidická 1503/11 (Standort)                              | Stadthaus                                                         | Stadthaus | 12972/5-5572 Info Katalog | Stadthaus                      |
| Lidická 924/12 (Standort)                               | Stadthaus                                                         | Stadthaus | 12973/5-5573 Info Katalog | Stadthaus                      |
| Lidická 1564/13 (Standort)                              | Stadthaus                                                         | Stadthaus für Josef Scheibler, Architekt: Robert Hemrich (1900) | 12974/5-5574 Info Katalog | Stadthaus                      |
| Lidická 1904/14 (Standort)                              | Stadthaus                                                         | Stadthaus | 12975/5-5575 Info Katalog | Stadthaus                      |
| Lidická 1510/15 (Standort)                              | Stadthaus                                                         | Stadthaus Carl Gewis, Architekt: Emilian Herbig | 12976/5-5576 Info Katalog | Stadthaus                      |
| Lidická 1787/16 (Standort)                              | Stadthaus                                                         | Stadthaus Josef Prade, Architekt: Emilian Herbig (1903) | 12977/5-5577 Info Katalog | Stadthaus                      |
| Lidická 1206/17 (Standort)                              | Stadthaus                                                         | Neorenaissance-Haus aus dem Jahr 1898 | 12978/5-5578 Info Katalog | Stadthaus                      |
| Lidická 2090/18 (Standort)                              | Stadthaus                                                         | Stadthaus Josef Scheibler, Architekt: Robert Hemmrich (1910/11) | 12979/5-5579 Info Katalog | Stadthaus                      |
| Lidická 2017/20 (Standort)                              | Stadthaus                                                         | Stadthaus Friedrich Fried, Architekt: Robert Hemmrich (1908) | 12980/5-5580 Info Katalog | Stadthaus                      |
| Lidická 1555/22 (Standort)                              | Stadthaus                                                         | Stadthaus Franz Posselt, Architekt: Emilian Herbig (1901) | 12984/5-5584 Info Katalog | Stadthaus                      |
| Lidická 1777/24 (Standort)                              | Stadthaus                                                         | Stadthaus von Heinrich Wawerisch, errichtet 1903 von Arwed Thamerus | 12982/5-5582 Info Katalog | Stadthaus                      |
| Dolní náměstí 600/1, Lidická 600/5 (Standort)           | Altes Rathaus                                                     | Altes Rathaus (Stará radnice), errichtet 1867/69 im Rundbogenstil durch Gustav Sachers (1831–1874) | 11636/5-3529 Info Katalog | weitere Bilder                 |
| Dolní náměstí 679/5 (Standort)                          | Stadthaus                                                         | Stadthaus | 17842/5-3528 Info Katalog | Stadthaus                      |
| Dolní náměstí 643/8 (Standort)                          | Stadthaus                                                         | Stadthaus Johann Schwalm | 46413/5-29 Info Katalog   | Stadthaus                      |
| Dolní náměstí 642/9 (Standort)                          | Stadthaus                                                         | Stadthaus Franz Radon, errichtet 1880 von Carl Daut | 28212/5-3527 Info Katalog | Stadthaus                      |
| Mírové náměstí (Standort)                               | Skulptur der Industrie                                            | Allegorische Skulptur der Industrie und des Handels (1870) von Leopold Zimmer aus Schönlinde (Krásná Lípa)                                                                                              | 16763/5-25 Info Katalog   | Skulptur der Industrie         |
| Mírové náměstí 408/3 (Standort)                         | Stadthaus                                                         | Stadthaus | 43850/5-5129 Info Katalog | Stadthaus                      |
| Mírové náměstí 494/5, Generála Mrázka (Standort)        | Amtsgericht                                                       | Amtsgericht (Okresní soud Jablonec nad Nisou) | 43855/5-5134 Info Katalog | Amtsgericht                    |
| Mírové náměstí 492/11 (Standort)                        | Stadthaus                                                         | Stadthaus, errichtet von Carl Daut nach Entwurf von Robert Hemmrich (1912) | 43851/5-5130 Info Katalog | Stadthaus                      |
| Mírové náměstí 490/12 (Standort)                        | Stadthaus                                                         | Stadthaus | 43853/5-5132 Info Katalog | Stadthaus                      |
| Mírové náměstí 626/13 (Standort)                        | Stadthaus                                                         | Stadthaus Stephan Arnold | 43852/5-5131 Info Katalog | Stadthaus                      |
| Mírové náměstí 489/15, Kamenná (Standort)               | Stadthaus                                                         | Stadthaus | 43854/5-5133 Info Katalog | Stadthaus                      |
| Mírové náměstí 3100/19 (Standort)                       | Neues Rathaus                                                     | Neues Rathaus (Nová radnice), errichtet 1930–1933 von Karl Winter (1894–1969) | 46646/5-28 Info Katalog   | weitere Bilder                 |
| Horní náměstí 800/1, Kubálkova, Korejská (Standort)     | Kunstgewerbeschule (1882)                                         | Kunstgewerbeschule | 43883/5-5162 Info Katalog | Kunstgewerbeschule (1882)      |
| Horní náměstí (Standort)                                | Herz-Jesu-Kirche                                                  | Herz-Jesu-Kirche mit Pfarrhaus, errichtet 1930/31 von Josef Zasche | 10627/5-30 Info Katalog   | weitere Bilder                 |
| Smetanova 1954/10a (Standort)                           | Stadthaus                                                         | Stadthaus für Karl Arnold, errichtet 1907 von Robert Hemmrich | 43913/5-5193 Info Katalog | Stadthaus                      |
| Smetanova 723/13 (Standort)                             | Stadthaus                                                         | Stadthaus | 43916/5-5196 Info Katalog | Stadthaus                      |
| Smetanova 2189/15 (Standort)                            | Stadthaus                                                         | Stadthaus Wenzel Saska, Architekt: Wilhelm Teuchmann | 43914/5-5194 Info Katalog | Stadthaus                      |
| Smetanova 2190/15a (Standort)                           | Stadthaus                                                         | Stadthaus, Architekt: Wilhelm Teuchmann (1911/12) | 43915/5-5195 Info Katalog | Stadthaus                      |
| Smetanova 858/19 (Standort)                             | Stadthaus                                                         | Geschäftshaus Jeiteles, Architekt: Josef Hudetz (1882) | 43917/5-5197 Info Katalog | Stadthaus                      |
| náměstí Dr. Farského, Podhorská 582/11 (Standort)       | Kirche und Pfarrhaus der Tschechoslowakischen Hussitischen Kirche | Ehem. Evangelische Kirche, jetzt Kirche Dr. Farský der Tschechoslowakischen Hussitischen Kirche (Kostel Církve československé husitské s farou), errichtet 1892 von Arwed Thamerus im Stil der Neogotik | 13431/5-5459 Info Katalog | weitere Bilder                 |
| Podhorská 434/6 (Standort)                              | Stadthaus                                                         | Stadthaus Friedrich Satrap, Architekt: Franz Hasler (1888) | 43859/5-5138 Info Katalog | Stadthaus                      |
| Podhorská 571/12 (Standort)                             | Stadthaus                                                         | Stadthaus, ehem. Ehem. Böhmische Escompte-Bank, Architekt: Max Kühn (1924) | 43860/5-5139 Info Katalog | Stadthaus                      |
| Podhorská 377/20 (Standort)                             | Stadthaus                                                         | Stadthaus Thomas Erben, Architekt: Emilian Herbig (1898) | 43856/5-5135 Info Katalog | Stadthaus                      |
| Podhorská 1800/20a (Standort)                           | Stadthaus                                                         | Stadthaus Thomas Erben, Architekt: Emilian Herbig (1904) | 43857/5-5136 Info Katalog | Stadthaus                      |
| Podhorská 376/21 (Standort)                             | Stadthaus                                                         | Stadthaus | 43858/5-5137 Info Katalog | Stadthaus                      |
| Podhorská 375/23 (Standort)                             | Stadthaus                                                         | Stadthaus | 43861/5-5140 Info Katalog | Stadthaus                      |
| Podhorská 2126/25a (Standort)                           | Stadthaus                                                         | Stadthaus (1911–1914) | 43862/5-5141 Info Katalog | Stadthaus                      |
| Podhorská 1731/32 (Standort)                            | Stadthaus                                                         | Stadthaus Alois Peukert Erben, Architekt: Robert Hemmrich (1902) | 43863/5-5142 Info Katalog | Stadthaus                      |
| Podhorská 1236/48 (Standort)                            | Stadthaus                                                         | Stadthaus Julius Schindler, Architekt: Franz Hasler (1897) | 43867/5-5146 Info Katalog | Stadthaus                      |
| Podhorská 752/50 (Standort)                             | Stadthaus                                                         | Stadthaus | 43868/5-5147 Info Katalog | Stadthaus                      |
| U Zeleného stromu 910/2 (Standort)                      | Haus „U Zeleného stromu“                                          | Stadthaus „Zum Grünen Baum“ | 43938/5-5218 Info Katalog | Haus „U Zeleného stromu“       |
| Soukenná 916/8 (Standort)                               | Stadthaus                                                         | Stadthaus | 43893/5-5172 Info Katalog | Stadthaus                      |
| Soukenná 984/9 (Standort)                               | Stadthaus                                                         | Stadthaus | 43894/5-5173 Info Katalog | Stadthaus                      |
| Soukenná 1588/15 (Standort)                             | Villa                                                             | Villa Gustav Kahl nach einem Projekt von Arwed Thamerus (1901) | 43895/5-5174 Info Katalog | Villa                          |
| Fügnerova 2092/3 (Standort)                             | Stadthaus                                                         | Stadthaus, Architekt: Emilian Herbig (1910) | 43891/5-5170 Info Katalog | Stadthaus                      |
| Budovatelů 1861/7 (Standort)                            | Villa                                                             | Villa Johann Hittmann, errichtet 1905, Architekt: Arwed Thamerus | 43884/5-5163 Info Katalog | Villa                          |
| Budovatelů 430/11 (Standort)                            | Stadtbad                                                          | Ehem. Kaiser-Franz-Joseph-Bad, errichtet 1908/09 von Robert Hemmrich | 43885/5-5164 Info Katalog | weitere Bilder                 |
| Anenská 394/5 und 1072/7 (Standort)                     | Stadthäuser                                                       | Gruppe von drei Stadthäusern | 43900/5-5179 Info Katalog | Stadthäuser                    |
| Anenská 988/3 (Standort)                                | Stadthaus                                                         | Stadthaus | 43901/5-5180 Info Katalog | Stadthaus                      |
| Anenské náměstí 2/2 (Standort)                          | Mietshaus                                                         | Mietshaus Anton Feix, Architekt: Josef Barak (1894–1896) | 43936/5-5216 Info Katalog | Mietshaus                      |
| Kostelní 19/1, U Zlatého lva (Standort)                 | Hotel „Goldener Löwe“                                             | Hotel „Goldener Löwe“ (Hotel Zlatý lev) aus dem 17. Jhdt. mit modernem Anbau von Robert Hemmrich (1906)                                                                                                 | 10885/5-5192 Info Katalog | Hotel „Goldener Löwe“          |
| Kostelní, Anenské náměstí, Soukenná, Anenská (Standort) | St.-Anna-Kirche                                                   | St.-Anna-Kirche mit der Statue der Jungfrau Maria und dem Versöhnungskreuz | 37936/5-32 Info Katalog   | weitere Bilder                 |
| Kostelní 1/6 (Standort)                                 | Ehem. Pfarrhaus der Kirche St. Anna                               | Ehem. Pfarrhaus der Kirche St. Anna, jetzt Städtische Galerie und Informationszentrum | 37569/5-4785 Info Katalog | weitere Bilder                 |
| Kostelní, südlich vom Pfarrhaus (Standort)              | Skulpturen im Garten Getsemane                                    | Skulpturen im Garten Getsemane und Skulpturgruppe der Apostel mit der Jungfrau Maria (1829), urspr. in Rádlo (Radl)                                                                                     | 23258/5-89 Info Katalog   | Skulpturen im Garten Getsemane |
| Komenského 407/1 (Standort)                             | Stadthaus                                                         | Stadthaus, urspr. Cafe Habsburg (Cafe Metzler), errichtet 1908 von Robert Hemmrich | 47726/5-5101 Info Katalog | Stadthaus                      |
| Komenského 485/2 (Standort)                             | Stadthaus                                                         | Stadthaus Amelie Gaudek, Architekt: Arwed Thamerus (1898–1900) | 12985/5-5585 Info Katalog | Stadthaus                      |
| Komenského 493/3 und 568/5 (Standort)                   | Doppelhaus                                                        | Doppelhaus für Oskar und Ernst Zasche, Architekt: Robert Hemmrich (1914) | 12986/5-5586 Info Katalog | Doppelhaus                     |
| Komenského 24/4 (Standort)                              | Stadthaus                                                         | Stadthaus (1885) | 12987/5-5587 Info Katalog | Stadthaus                      |
| Komenského 446/6 (Standort)                             | Hotel Praha                                                       | Hotel Prag (1879) | 43823/5-5102 Info Katalog | Hotel Praha                    |
| Komenského 23/7 (Standort)                              | Stadthaus                                                         | Stadthaus Eduard Dressler, Architekt: Franz Hasler (1884) | 12989/5-5589 Info Katalog | Stadthaus                      |
| Komenského 992/9 (Standort)                             | Stadthaus                                                         | Stadthaus Carl Scheibler, Architekt: Franz Hasler (1886), Umbau 1929 durch Albert Thamerus | 12990/5-5590 Info Katalog | Stadthaus                      |
| Komenského 595/11 (Standort)                            | Stadthaus                                                         | Stadthaus Karl und Ernst Scheibler, Architekt: Robert Hemmrich (1913) | 43926/5-5206 Info Katalog | Stadthaus                      |
| Komenského 802/17 (Standort)                            | Bank                                                              | Bankgebäude | 43825/5-5104 Info Katalog | Bank                           |
| Jugoslávská 543/2 (Standort)                            | Jugoslávská 2                                                     | Stadthaus Anton Hübner von Franz Hasler (1887) | 43824/5-5103 Info Katalog | Jugoslávská 2                  |
| Liberecká 1237/1 (Standort)                             | Liberecká 1                                                       | Stadthaus (1893) | 43846/5-5125 Info Katalog | Liberecká 1                    |
| Liberecká 804/3 (Standort)                              | Stadthaus                                                         | Stadthaus (1881/82) | 43847/5-5126 Info Katalog | Stadthaus                      |
| Poštovní 1900/2, Liberecká 1900/5 (Standort)            | Stadttheater                                                      | Stadttheater (Městské divadlo), Architekten: Fellner & Helmer, Baumeister: Emilian Herbig (1905/06) | 11643/5-27 Info Katalog   | weitere Bilder                 |
| Poštovní 2055/3 (Standort)                              | Poštovní 3                                                        | Stadthaus Erwin Weissele, Architekt: Robert Hemrich (1909) | 43873/5-5152 Info Katalog | Poštovní 3                     |
| Poštovní 2033/5 (Standort)                              | Geschäftshaus                                                     | Geschäftshaus für die J. Jantsch & Co., errichtet von Robert Hemmrich | 43874/5-5153 Info Katalog | Geschäftshaus                  |
| Poštovní 2428/8 (Standort)                              | Bürohaus                                                          | Gebäude der Allgemeinen Krankenkasse, Architekt: Alfred Fischer (1923–1926) | 43876/5-5155 Info Katalog | Bürohaus                       |
| Poštovní 25/9 (Standort)                                | Stadthaus                                                         | Stadthaus von Emil und Wilhelm Zeller, errichtet 1899, Architekt: Arwed Thamerus | 43877/5-5156 Info Katalog | Stadthaus                      |
| Poštovní 2315/11 (Standort)                             | Bank                                                              | Bankgebäude der Österreichisch-Ungarischen Bank, Architekt: Emilian Herbig (1913/14) | 43875/5-5154 Info Katalog | Bank                           |
| Jehlářská 2282/13 (Standort)                            | Stadthaus                                                         | Stadthaus Theodor Steier, errichtet 1912 von Robert Hemmrich | 43925/5-5205 Info Katalog | Stadthaus                      |
| Jehlářská 520/14 (Standort)                             | Theater-Nebengebäude                                              | Theater-Nebengebäude von Fellner & Helmer (1906/07) | 43927/5-5207 Info Katalog | Theater-Nebengebäude           |
| Lípová 1581/7 (Standort)                                | Wohnhaus                                                          | Wohnhaus Heinrich Fischer, errichtet von Carl Daut (1901) | 43886/5-5165 Info Katalog | Wohnhaus                       |

### Nad poštou
| Lage                                  | Objekt            | Beschreibung                                                                                                | ÚSKP-Nr.                  | Bild              |
| ------------------------------------- | ----------------- | --- | ------------------------- | ----------------- |
| Máchova 1174/24a (Standort)           | Villa             | Villa von Emilian Herbig (1898)                                                                             | 43879/5-5158 Info Katalog | Villa             |
| Korejská 1971/17 (Standort)           | Stadthaus         | Stadthaus von Robert Hemmrich                                                                               | 43839/5-5118 Info Katalog | Stadthaus         |
| Korejská 1999/24 (Standort)           | Stadthaus         | Stadthaus Karl Thomas                                                                                       | 43837/5-5116 Info Katalog | Stadthaus         |
| Generála Mrázka 28/16 (Standort)      | Villa mit Garten  | Villa Karl Kral mit Garten                                                                                  | 43878/5-5157 Info Katalog | Villa mit Garten  |
| Jugoslávská 30/11 (Standort)          | Stadthaus         | Stadthaus                                                                                                   | 15953/5-4786 Info Katalog | Stadthaus         |
| Opletalova 961/1 (Standort)           | Villa             | Villa August Juppe                                                                                          | 43896/5-5175 Info Katalog | Villa             |
| Opletalova 32/2; Liberecká (Standort) | Post              | Postgebäude (1892–1894)                                                                                     | 43838/5-5117 Info Katalog | Post              |
| Liberecká 902/6 (Standort)            | Amtsgericht       | Neorenaissance-Villa von 1884, jetzt Amtsgericht                                                            | 43848/5-5127 Info Katalog | Amtsgericht       |
| Liberecká 593/8 (Standort)            | Stadthaus         | Stadthaus für Eduard Krause, errichtet 1914 von Robert Hemmrich                                             | 44007/5-5293 Info Katalog | Stadthaus         |
| Liberecká 2167/18 (Standort)          | Stadthaus         | Stadthaus (1911/12)                                                                                         | 43845/5-5124 Info Katalog | Stadthaus         |
| Liberecká 801/20 (Standort)           | Villa             | Villa | 43849/5-5128 Info Katalog | Villa             |
| 28. října 424/10 (Standort)           | Geschäftshaus     | Ehem. Geschäftshaus der Heinrich Hoffmann, Kristall- u. Glaskunst-Werke, errichtet 1925 von Robert Hemmrich | 43831/5-5110 Info Katalog | Geschäftshaus     |
| 28. října 1969/22 (Standort)          | Villa Max Jäger   | Villa Max Jäger, errichtet 1912 von Robert Hemmrich                                                         | 43827/5-5106 Info Katalog | Villa Max Jäger   |
| 28. října 1970/24 (Standort)          | Villa Josef Jäger | Villa Josef Jäger, errichtet 1909 von Robert Hemmrich                                                       | 43828/5-5107 Info Katalog | Villa Josef Jäger |
| 28. října 1859/29 (Standort)          | Villa             | Villa Franz Hübner, errichtet 1904/05 und umgebaut 1923 von Robert Hemmrich                                 | 43829/5-5108 Info Katalog | Villa             |
| 28. října 1895/32 (Standort)          | Villa             | Villa Conrad Jäger, errichtet 1906 von Robert Hemmrich                                                      | 43830/5-5109 Info Katalog | Villa             |
| 28. října 2001/35 (Standort)          | Villa             | Villa Richard Jahn (1908)                                                                                   | 43826/5-5105 Info Katalog | Villa             |

### U nemocnice
| Lage                         | Objekt          | Beschreibung | ÚSKP-Nr.                  | Bild            |
| ---------------------------- | --------------- | --- | ------------------------- | --------------- |
| Liberecká 1077/22 (Standort) | Villa Preissler | Fabrikantenvilla Anton Preissler, errichtet 1888/89. Architekt: Gustav Müller                                                                        | 43844/5-5123 Info Katalog | Villa Preissler |
| Rýnovická 1815/19 (Standort) | Villa Plischek  | Villa Kamil Plischek, nach einem Entwurf des Architekten Robert Hemmrich 1904 im regionalen Jugendstil errichtet, in authentischem Zustand erhalten. | 43928/5-5208 Info Katalog | Villa Plischek  |

### Na roli
| Lage                       | Objekt     | Beschreibung | ÚSKP-Nr.                  | Bild           |
| -------------------------- | ---------- | --- | ------------------------- | -------------- |
| Riegrova 2573/3 (Standort) | Löbl-Villa | Fabrikantenvilla Hugo Löbl, errichtet 1925 von Max Hans Kühne (Lossow & Kühne Dresden) im Stil des Neoklassizismus | 43918/5-5198 Info Katalog | weitere Bilder |

### Máchův park
| Lage                             | Objekt                   | Beschreibung | ÚSKP-Nr.                  | Bild                     |
| -------------------------------- | ------------------------ | --- | ------------------------- | ------------------------ |
| Petra Bezruče 2510/61 (Standort) | Haus der Adventsgemeinde | Stadthaus mit Betsaal der Adventsgemeinde, errichtet 1925 mit Art Deco-Stilelementen vom Stadtarchitekten Ing. Josef Ulbrich. | 11248/5-5754 Info Katalog | Haus der Adventsgemeinde |
| Petra Bezruče 2900/63 (Standort) | Villa Braun              | Villa Adalbert und Martha Braun, errichtet von Max Daut (1928/29)                                                             | 43934/5-5214 Info Katalog | Villa Braun              |
| Petra Bezruče 542/65 (Standort)  | Stadthaus                | Stadthaus | 43935/5-5215 Info Katalog | Stadthaus                |
| Opletalova 2777/19 (Standort)    | Villa Gewis              | Neoklassizistische Fabrikantenvilla Carl Gewis, Architekt: Robert Hemmrich                                                    | 43897/5-5176 Info Katalog | Villa Gewis              |
| Opletalova 3102/29 (Standort)    | Villa Schmelowsky        | Villa des Arztes Friedrich Schmelowsky, errichtet 1933 von Heinrich Lauterbach                                                | 35696/5-4789 Info Katalog | Villa Schmelowsky        |
| Opletalova 3089/41 (Standort)    | Villa Grünhut            | Villa Alois Grünhut, errichtet 1932 von Max Daut                                                                              | 43898/5-5177 Info Katalog | Villa Grünhut            |
| Opletalova 3016/43 (Standort)    | Villa Frank              | Traditionelle Villa des Rechtsanwalts Eduard und Elisabeth Frank, Architekt: Albert Thamerus                                  | 43899/5-5178 Info Katalog | Villa Frank              |

### Na Smetance
| Lage                         | Objekt           | Beschreibung | ÚSKP-Nr.                  | Bild             |
| ---------------------------- | ---------------- | --- | ------------------------- | ---------------- |
| Palackého 2570/10 (Standort) | Villa Krause     | Neoklassizistische Villa Alois Krause (Besitzer der „Aramis Werke“), errichtet 1928 vom Architekten Robert Hemmrich                          | 43835/5-5114 Info Katalog | Villa Krause     |
| Palackého 1785/12 (Standort) | Villa Adolf Bend | Urspr. Jugendstilvilla Adolf Bend, 1903 von Johann Schwalm erbaut, neoklassizistischer Umbau 1926 nach Entwurf des Architekten Josef Stracke | 43832/5-5111 Info Katalog | Villa Adolf Bend |
| Palackého 2136/14 (Standort) | Villa            | Villenanlage mit Garten, errichtet 1910/11 im Stil des geometrischen Jugendstils                                                             | 43833/5-5112 Info Katalog | Villa            |
| Palackého 1957/16 (Standort) | Villa Lammel     | Villa Joachim Lammel, errichtet 1907 vom Baumeister Emilian Herbig                                                                           | 43834/5-5113 Info Katalog | Villa Lammel     |
| Palackého 2640/24 (Standort) | Villa            | Villa (1920) | 43836/5-5115 Info Katalog | Villa            |
| Palackého 3111/26 (Standort) | Villa Kantor     | Funktionalistische Villa Alfred Kantor, errichtet 1933/34, Architekt: Heinrich Kulka (1900–1971), ein Mitarbeiter von Adolf Loos             | 43735/5-11 Info Katalog   | Villa Kantor     |

### U učiliště
| Lage                        | Objekt    | Beschreibung                                               | ÚSKP-Nr.                  | Bild      |
| --------------------------- | --------- | ---------------------------------------------------------- | ------------------------- | --------- |
| Podzimní 1243/23 (Standort) | Stadthaus | Stadthaus (1901) für Mary Lansmann, Architekt: Josef Barak | 43931/5-5211 Info Katalog | Stadthaus |

### Mánesova-Podzimní
| Lage                                      | Objekt                 | Beschreibung | ÚSKP-Nr.                  | Bild                   |
| ----------------------------------------- | ---------------------- | --- | ------------------------- | ---------------------- |
| Skalka 1065/5 (Standort)                  | Villa Hübner           | Neorenaissance-Villa Josef Hübner (1885), Architekt: Josef Barak | 43924/5-5204 Info Katalog | Villa Hübner           |
| Pod Skalkou 2026/13 (Standort)            | Villa Jelinek          | Neorenaissance-Villa Emil Jelinek aus dem frühen 20. Jhdt., erbaut nach dem Projekt des Architekten und Baumeisters Wilhelm Burde aus Hodkovice nad Mohelkou | 43929/5-5209 Info Katalog | Villa Jelinek          |
| Podhorská 805/37 (Standort)               | Stadthaus Scheibler    | Stadthaus Josef Scheibler, ursprüngliches Neorenaissance-Gebäude aus dem Jahr 1881 (von Carl Daut), umgebaut im Jugendstil 1901 von Robert Hemmrich | 15097/5-26 Info Katalog   | weitere Bilder         |
| Podhorská 2500/47 (Standort)              | Ehem. Bezirksregierung | Klassizistisches Regierungsgebäude der ehem. Bezirkshauptmannschaft (Okresní hejtmanství), errichtet 1924–1927 von Robert Hemmrich, Innenräume mit dem sogenannten Iser-Triptychon von Eduard Enzmann, seit 2021 mit Gedenktafel für den Architekten Robert Hemmrich | 43866/5-5145 Info Katalog | Ehem. Bezirksregierung |
| Podhorská 348/54 (Standort)               | Stadthaus Haasis II    | Das Eckhaus (Ausstellungshaus) für den Exporteur Richard Haasis wurde 1914–1916 nach einem Projekt des Architekten Oskar Rössler erbaut. | 43869/5-5148 Info Katalog | Stadthaus Haasis II    |
| Podhorská 717/58 (Standort)               | Stadthaus Haasis I     | Neorenaissance-Gebäude Haasis-Exporthaus (1890/91), errichtet vom Baumeister Carl Daut | 43870/5-5149 Info Katalog | Stadthaus Haasis I     |
| Podhorská 704/59 (Standort)               | Stadthaus              | Stadthaus; Neorenaissance-Haus von Wilhelm Reckziegel (1898), Architekt: Emilian Herbig | 43871/5-5150 Info Katalog | Stadthaus              |
| Podhorská 662/60 (Standort)               | Stadthaus              | Stadthaus aus dem frühen 20. Jhdt. mit späteren Umbauten | 43872/5-5151 Info Katalog | Stadthaus              |
| Podhorská 1232/65 (Standort)              | Stadthaus Skolaud      | Stadthaus Heinrich Skolaud im Neo-Renaissance-Stil, nach einem Projekt von Anton Ulbrich errichtet | 43865/5-5144 Info Katalog | Stadthaus Skolaud      |
| SNP 2400/1, Podhorská 4454/66a (Standort) | Stadthaus Wondrak      | Wohn- und Geschäftshaus Anton Wondrak der Jüngere (1922), Architekt: Max Daut | 43864/5-5143 Info Katalog | Stadthaus Wondrak      |
| Mlýnská 1812/2 (Standort)                 | Stadthaus              | Jugendstil-Eckhaus für Adolf Horschak (1904), verziert mit Jugendstil-Dekor zum Thema elektrische Energie | 43909/5-5188 Info Katalog | Stadthaus              |
| Mlýnská 1811/4 (Standort)                 | Stadthaus Hausdorf     | Jugendstil-Stadthaus des Stadtarztes August Hausdorf, nach einem Projekt des Architekten Emilian Herbig erbaut | 43912/5-5191 Info Katalog | Stadthaus Hausdorf     |
| Mlýnská 366/6 (Standort)                  | Stadthaus Oelschlägl   | Stadthaus Johann Oelschlägel, erbaut von Gustav Müller | 43910/5-5189 Info Katalog | Stadthaus Oelschlägl   |
| Mlýnská 1596/6a (Standort)                | Stadthaus Oelschlägl   | Stadthaus Johann Oelschlägl, von der norddeutschen Renaissance inspiriert, errichtet nach einem Entwurf von Josef Barak (1901) | 43911/5-5190 Info Katalog | Stadthaus Oelschlägl   |
| Mlýnská 346/27 (Standort)                 | Stadthaus Belvedere    | Spätbarockes Stadthaus des Bürgermeisters Josef Hemrich, genannt Belvedere, ist eines der ältesten Sehenswürdigkeiten der Stadt | 32953/5-4787 Info Katalog | Stadthaus Belvedere    |
| Zlatá 2912/9 (Standort)                   | Schneider-Villa        | Villa Fritz und Olga Schneider, errichtet von Rudolf Günter (1929/30) – die Villa ist ein hervorragendes Beispiel für die Architektur der Zwischenkriegszeit und kombiniert die Moderne mit expressionistischen Elementen                                            | 103877 Info Katalog       | Schneider-Villa        |
| Podzimní 1674/54 (Standort)               | Stadthaus Seidel       | Stadthaus Seidel (1902) vom Architekten Wilhelm Teuchmann | 43932/5-5212 Info Katalog | Stadthaus Seidel       |
| Podzimní 1673/56 (Standort)               | Stadthaus Feix         | Stadthaus Emil Feix (1902), Architekt: Johann Schwalm | 43933/5-5213 Info Katalog | Stadthaus Feix         |
| Mánesova 1755/64, Skelná (Standort)       | Stadthaus              | Villa – ein typischer Vertreter des Stadthauses aus dem späten 19. und frühen 20. Jhdt. im Stil der norddeutschen Neorenaissance, kombiniert mit floralen Sezessionselementen                                                                                        | 43930/5-5210 Info Katalog | Stadthaus              |

### Novoveská
| Lage                                                        | Objekt                | Beschreibung | ÚSKP-Nr.                  | Bild             |
| ----------------------------------------------------------- | --------------------- | --- | ------------------------- | ---------------- |
| Husova 1560/2, náměstí Boženy Němcové, Novoveská (Standort) | Altkatholische Kirche | Altkatholische Kreuz-Erhöhungskirche (Starokatolický Kostel Povýšení sv. Kříže), errichtet 1900–1901 von Josef Zasche | 26276/5-31 Info Katalog   | weitere Bilder   |
| Husova 1444/3 (Standort)                                    | Villa Carl Zappe      | Ehem. Villa Carl Zappe, umgebaut 1930 für Otto Mahla durch Robert Hemmrich                                            | 43902/5-5181 Info Katalog | Villa Carl Zappe |
| Husova 1773/4 (Standort)                                    | Stadthaus             | Stadthaus, gehört zu den Scheiblerschen Häusern, errichtet 1903/04 von Robert Hemmrich                                | 43903/5-5182 Info Katalog | Stadthaus        |
| Husova 1774/6 (Standort)                                    | Stadthaus             | Stadthaus, gehört zu den Scheiblerschen Häusern, errichtet 1903/04 von Robert Hemmrich                                | 43904/5-5183 Info Katalog | Stadthaus        |
| Husova 1775/8 (Standort)                                    | Stadthaus             | Stadthaus, gehört zu den Scheiblerschen Häusern, errichtet 1903/04 von Robert Hemmrich                                | 43905/5-5184 Info Katalog | Stadthaus        |
| Husova 1776/10 (Standort)                                   | Stadthaus             | Stadthaus, gehört zu den Scheiblerschen Häusern, errichtet 1903/04 von Robert Hemmrich                                | 43906/5-5185 Info Katalog | Stadthaus        |
| V Nivách 2245/7 (Standort)                                  | Villa                 | Villa Robert Scheffel, errichtet von Emil Nedwedy (1910)                                                              | 43887/5-5166 Info Katalog | Villa            |
| V Nivách 977/10 (Standort)                                  | Villa                 | Villa Ferdinand Zappe nach einem Entwurf von Arwed Thamerus (1904)                                                    | 43888/5-5167 Info Katalog | Villa            |
| V Nivách 324/13 (Standort)                                  | Landhaus              | Landhaus | 43889/5-5168 Info Katalog | Landhaus         |
| V Nivách 2515/23 (Standort)                                 | Villa                 | Villa | 43890/5-5169 Info Katalog | Villa            |

### Na hutích
| Lage                       | Objekt | Beschreibung                                             | ÚSKP-Nr.                  | Bild  |
| -------------------------- | ------ | -------------------------------------------------------- | ------------------------- | ----- |
| Lovecká 3094/41 (Standort) | Villa  | Villa Alfred Olbrech, Architekt: Herberta Hönicke (1932) | 43919/5-5199 Info Katalog | Villa |

### Na Východě
| Lage                                     | Objekt                 | Beschreibung                                   | ÚSKP-Nr.                  | Bild                   |
| ---------------------------------------- | ---------------------- | ---------------------------------------------- | ------------------------- | ---------------------- |
| Lovecká 561/14, Antala Staška (Standort) | Scheibler-Hütte        | Scheibler-Hütte (Scheiblerova huť) (1884–1887) | 12088/5-5453 Info Katalog | Scheibler-Hütte        |
| Malá 871/8 (Standort)                    | Statue des hl. Nepomuk | Barockstatue des hl. Nepomuk (im Garten)       | 38698/5-24 Info Katalog   | Statue des hl. Nepomuk |

### Dolina
| Lage                                | Objekt    | Beschreibung                                                                              | ÚSKP-Nr.                  | Bild      |
| ----------------------------------- | --------- | ----------------------------------------------------------------------------------------- | ------------------------- | --------- |
| 5. května 702/30 (Standort)         | Wohnhaus  | Haus Franz Skrha, ehem. Hotel „U Skrhů“, jetzt Hotel Diana; Architekt: Emil Herbig (1902) | 12639/5-5516 Info Katalog | Wohnhaus  |
| 5. května 218/46, Horská (Standort) | Stadthaus | Stadthaus (1910)                                                                          | 100745 Info Katalog       | Stadthaus |

### Pražská
| Lage                      | Objekt    | Beschreibung                                | ÚSKP-Nr.                  | Bild      |
| ------------------------- | --------- | ------------------------------------------- | ------------------------- | --------- |
| Pražská 192/11 (Standort) | Stadthaus | Stadthaus, erbaut von Josef Hoffmann (1888) | 43841/5-5120 Info Katalog | Stadthaus |
| Křížová 164/32 (Standort) | Landhaus  | Landhaus (Geburtshaus von Josef Zasche)     | 31002/5-4790 Info Katalog | Landhaus  |

### Na Střelnici
| Lage                         | Objekt | Beschreibung                                              | ÚSKP-Nr.            | Bild           |
| ---------------------------- | ------ | --------------------------------------------------------- | ------------------- | -------------- |
| Turnovská 2355/34 (Standort) | Villa  | Villa Rudolf Bergmann, errichtet von Max Daut (1920–1924) | 105433 Info Katalog | weitere Bilder |

### U pily
| Lage                      | Objekt         | Beschreibung                                            | ÚSKP-Nr.                  | Bild           |
| ------------------------- | -------------- | ------------------------------------------------------- | ------------------------- | -------------- |
| Vilová 1600/2 (Standort)  | Villa          | Villa Anton Markowsky, errichtet von Josef Barak (1902) | 43920/5-5200 Info Katalog | Villa          |
| Vilová 2057/4 (Standort)  | Villa Hammer   | Villa August Hammer, errichtet 1909 von Robert Hemmrich | 43921/5-5201 Info Katalog | Villa Hammer   |
| Vilová 2237/6 (Standort)  | Villa          | Villa Anna Selisko, errichtet von Anton Endler (1910)   | 43922/5-5202 Info Katalog | Villa          |
| Vilová 2241/11 (Standort) | Villa Schiller | Villa Karl Schiller, errichtet 1910 von Robert Hemmrich | 43923/5-5203 Info Katalog | Villa Schiller |

### Sadová-Pasířská
| Lage                               | Objekt                        | Beschreibung | ÚSKP-Nr.                  | Bild                          |
| ---------------------------------- | ----------------------------- | --- | ------------------------- | ----------------------------- |
| U Zeleného stromu 191/1 (Standort) | Mietshaus „U Zeleného stromu“ | Mietshaus „Zum Grünen Baum“ | 43937/5-5217 Info Katalog | Mietshaus „U Zeleného stromu“ |
| Pražská 1462/8 (Standort)          | Stadthaus                     | Stadthaus Adolf Eichenbaum, errichtet 1929 von Robert Hemmrich                                                                                       | 43840/5-5119 Info Katalog | Stadthaus                     |
| Pražská 1420/12 (Standort)         | Stadthaus                     | Stadthaus von Franz Hemmrich, errichtet von Carl Daut (1898)                                                                                         | 43842/5-5121 Info Katalog | Stadthaus                     |
| Pražská 1528/18 (Standort)         | Stadthaus                     | Stadthaus Anton Pfeifer, Architekt: Arwed Thamerus (1900)                                                                                            | 43843/5-5122 Info Katalog | Stadthaus                     |
| Fügnerova 1054/5 (Standort)        | Gesellschaftshaus             | Gesellschaftshaus für den Turnverein „Sokol“ (1897/98), Architekt: Robert Stübchen-Kirchner (1852–?) aus Teplice (Teplitz), Direktor der Kunstschule | 43892/5-5171 Info Katalog | weitere Bilder                |

## Proseč nad Nisou (Proschwitz an der Neiße)
| Lage                                                  | Objekt                                   | Beschreibung                             | ÚSKP-Nr.                | Bild           |
| ----------------------------------------------------- | ---------------------------------------- | ---------------------------------------- | ----------------------- | -------------- |
| Proseč nad Nisou, bei Prosečské ul. 5 (Standort)      | Steinkreuz mit Corpus Christi und Relief | Steinkreuz mit Corpus Christi und Relief | 26326/5-88 Info Katalog | weitere Bilder |
| Proseč nad Nisou, ul. Horní (bei Nr. 4721) (Standort) | Kapelle                                  | Nischenkapelle                           | 104932 Info Katalog     | weitere Bilder |

## Lukášov (Luxdorf)
| Lage | Objekt                                | Beschreibung | ÚSKP-Nr.            | Bild           |
| --- | ------------------------------------- | --- | ------------------- | -------------- |
| Jablonec nad Nisou, k. ú. Lukášov, k. ú. Kunratice u Liberce, k. ú. Vratislavice nad Nisou (Maffersdorf) (Standort) | Befestigungsanlagen aus dem 18. Jhdt. | Feldbefestigungen – ein System von Artilleriebefestigungen aus dem 18. Jhdt., archäologische Spuren (Lage bei 50.74654, 15.12936). | 104557 Info Katalog | weitere Bilder |

## Rýnovice (Reinowitz)
| Lage                            | Objekt                                        | Beschreibung                                                                     | ÚSKP-Nr.                  | Bild                                          |
| ------------------------------- | --------------------------------------------- | -------------------------------------------------------------------------------- | ------------------------- | --------------------------------------------- |
| Rýnovice (Standort)             | Heilig-Geist-Kirche mit Pfarrhaus             | Heilig-Geist-Kirche mit Pfarrhaus, Architekt: Mark Antonio Canevalle (1697–1699) | 14511/5-37 Info Katalog   | weitere Bilder                                |
| Rýnovice (Standort)             | Kruzifix                                      | Kruzifix (im Garten des Hauses ul. Československé armády 14)                     | 47720/5-4792 Info Katalog | Kruzifix                                      |
| Rýnovice (Standort)             | Denkmal für die Opfer des Internierungslagers | Denkmal für die Opfer des Internierungslagers                                    | 40612/5-4791 Info Katalog | Denkmal für die Opfer des Internierungslagers |
| Rýnovice, bei Nr. 25 (Standort) | Statue des hl. Nepomuk                        | Statue des hl. Nepomuk (1857)                                                    | 34385/5-36 Info Katalog   | Statue des hl. Nepomuk                        |
| Rýnovice 24 (Standort)          | Landhaus                                      | Landhaus                                                                         | 11890/5-5444 Info Katalog | Landhaus                                      |

## Mšeno nad Nisou(Grünwald an der Neiße)
| Lage                                     | Objekt                               | Beschreibung | ÚSKP-Nr.                  | Bild           |
| ---------------------------------------- | ------------------------------------ | --- | ------------------------- | -------------- |
| Mšeno nad Nisou (Standort)               | St.-Anna-Kapelle                     | Die barocke Kapelle, wahrscheinlich zwischen 1780 und 1782 erbaut, steht auf dem Grundstück Nr. 363 in der Palacký-Straße in der Mitte der Siedlung, nördlich der Bushaltestelle Mšeno | 35289/5-4793 Info Katalog | weitere Bilder |
| Mšeno nad Nisou (Standort)               | Skulptur Pietà                       | Skulptur Pietà (spätbarock, 1786) | 17161/5-34 Info Katalog   | Skulptur Pietà |
| Mšeno nad Nisou, Pod vodárnou (Standort) | Talsperre Grünwald (Talsperre Mšeno) | Talsperre mit Gewichts-Sperrmauer, errichtet 1905–1909 (etwa 20 m hoch und 425 m lang) nach einem Projekt von Otto Intze                                                               | 43939/5-5219 Info Katalog | weitere Bilder |

## Jablonecké Paseky (Bad Schlag)
|-
| Jablonecké Paseky, U Staré lípy 10/9
(Standort)
| Landhaus
| Landhaus (ohne Flachstrocknungsanlage)
| 50206/5-5870 
  Info  
  Katalog 
| 
|-
| Jablonecké Paseky, Průběžná 449/10
(Standort)
| Villa Hasek in Bad Schlag
| Villa Jaroslav Hasek in Bad Schlag – funktionalistische Villa des Schmuckexporteurs Jaroslav Hasek, errichtet 1931 vom Breslauer Architekten Heinrich Lauterbach
| 18366/5-4788 
  Info  
  Katalog 
| 
|}

## Kokonín (Kukan)
| Lage                                                 | Objekt      | Beschreibung                                                                                | ÚSKP-Nr.                  | Bild           |
| ---------------------------------------------------- | ----------- | ------------------------------------------------------------------------------------------- | ------------------------- | -------------- |
| Kokonín, st. 372 beim Haus Maršovická 437 (Standort) | Glashütte   | Glashütte mit Besichtigungsmöglichkeit                                                      | 25243/5-5046 Info Katalog | weitere Bilder |
| Kokonín, st. 499 (Standort)                          | Pumpstation | Reservoir und Pumpstation – das Wasserwerk für Horní Kokonín und einen Teil von Vrkoslavice | 105589 Info Katalog       | weitere Bilder |

## Vrkoslavice (Seidenschwanz)
| Lage                                                     | Objekt     | Beschreibung                                                                                | ÚSKP-Nr.            | Bild           |
| -------------------------------------------------------- | ---------- | ------------------------------------------------------------------------------------------- | ------------------- | -------------- |
| Vrkoslavice, parc. 733, 734, u skály Vyhlídka (Standort) | Wasserwerk | Reservoir und Pumpstation – das Wasserwerk für Horní Kokonín und einen Teil von Vrkoslavice | 105589 Info Katalog | weitere Bilder |